# Världsarvscentret
Världsarvscentret (engelska: the World Heritage Centre) i Paris, ansvarar för att hålla koll på världsarvens status. Det har också huvudansvaret för att organisera världsarvskommitténs möten och för att ge länderna som är anslutna till världsarvskonventionen råd inför deras världsarvsnomineringar.

## Historia
I takt med att världsarven blev allt fler uppstod ett behov av att skapa ett världsarvscenter som kunde arbeta med konventionen och världsarven kontinuerligt. när konventionen firade 20-årsjubileum, 1992, öppnades därför Världsarvscentret i Paris.